# Péronnas
Péronnas ist eine französische Gemeinde mit 6437 Einwohnern (Stand: 1. Januar 2022) im Département Ain in der Region Auvergne-Rhône-Alpes. Sie gehört zum Arrondissement Bourg-en-Bresse und zum Kanton Bourg-en-Bresse-2. Die Einwohner heißen Péronnassiens.

## Geografie
Péronnas liegt in der Bresse am Nordostrand der Seenlandschaft Dombes und ist ein südwestlicher Vorort der Départementshauptstadt Bourg-en-Bresse. Im Westen der Gemeinde fließt die Veyle. 
Umgeben wird Péronnas von den Nachbargemeinden Bourg-en-Bresse im Norden, Ceyzériat im Nordosten, Montagnat im Osten, Certines im Südosten, Lent im Süden, Saint-André-sur-Vieux-Jonc im Südwesten, Saint-Rémy im Westen sowie Saint-Denis-lès-Bourg im Nordwesten.

## Bevölkerungsentwicklung
| Jahr                       | 1962 | 1968 | 1975 | 1982 | 1990 | 1999 | 2011 | 2021 |
| Einwohner                  | 1652 | 2272 | 3223 | 4575 | 5352 | 5534 | 6053 | 6448 |
| Quellen: Cassini und INSEE |      |      |      |      |      |      |      |      |

## Gemeindepartnerschaft
Seit 1988 besteht eine Gemeindepartnerschaft mit der deutschen Gemeinde Neuhausen auf den Fildern in Baden-Württemberg.

## Wirtschaft und Infrastruktur

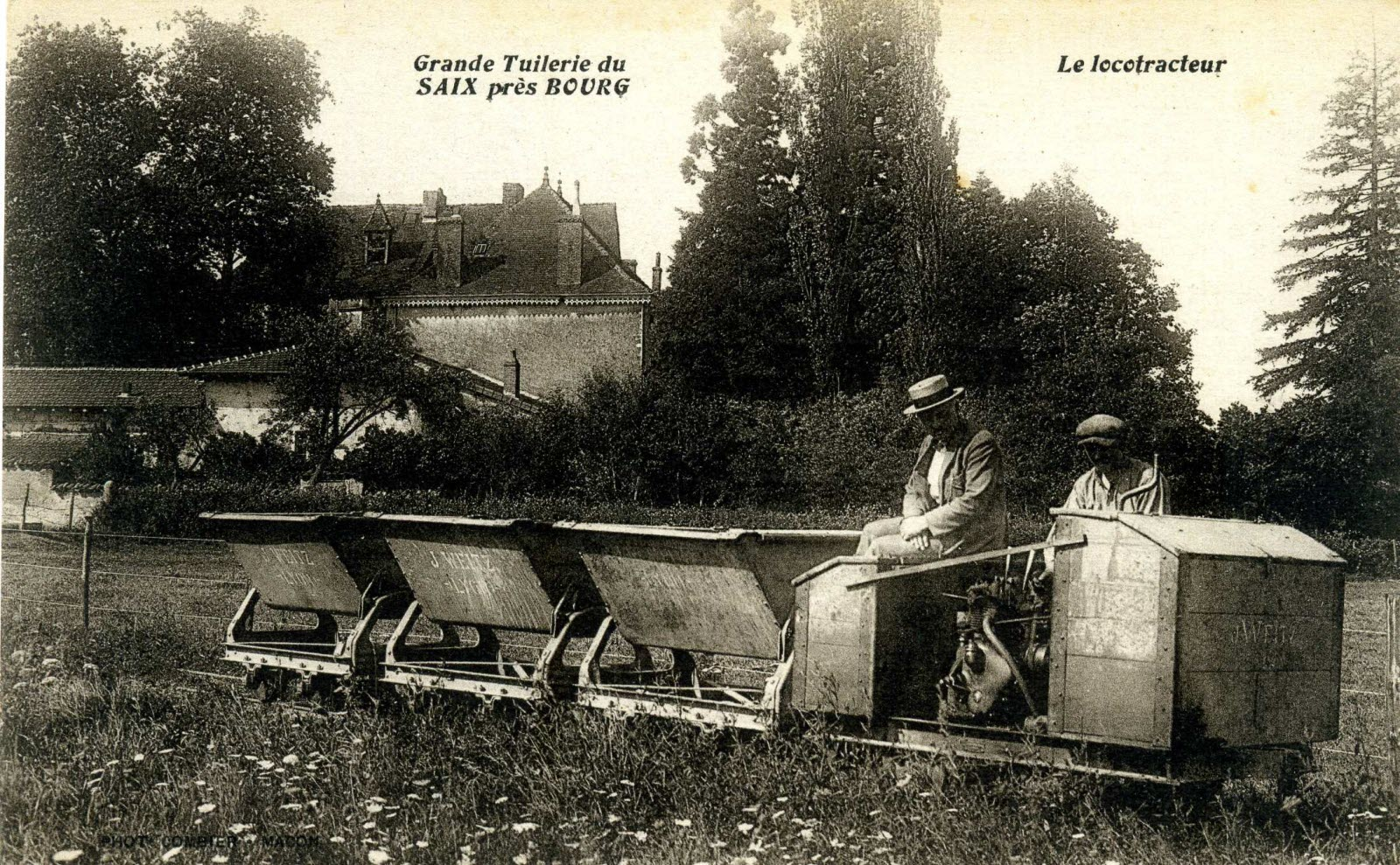
Von Jules Weitz in Lyon hergestellter Locotracteur mit drei Kipploren der Feldbahn zur Ziegelei von Saix, um 1925

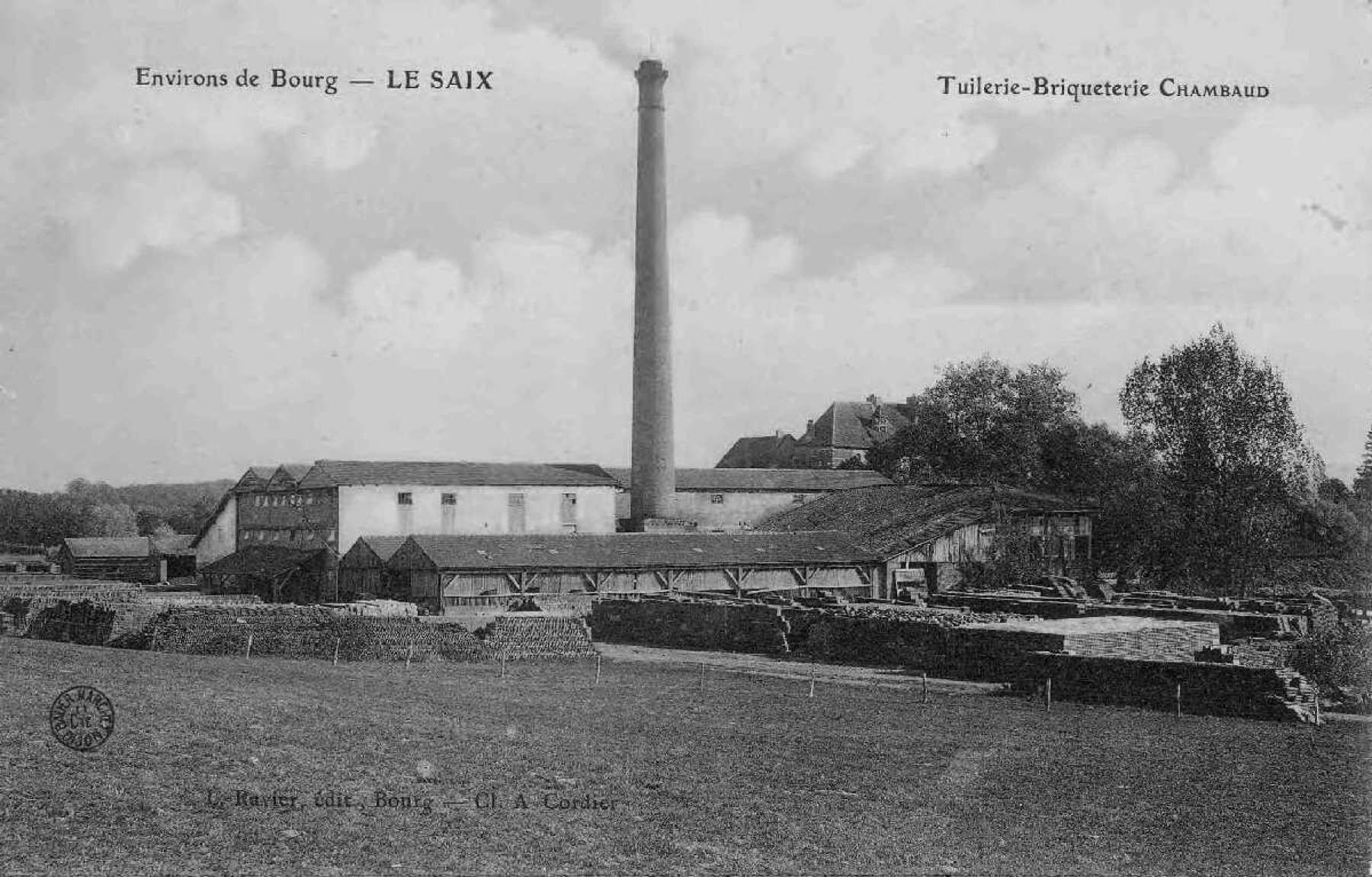
Ziegelei in Le Saix

Der Vater von Pierre Chambaud, dem ehemaligen Bürgermeister von Péronnas, erwarb nach dem Ersten Weltkrieg aus ehemaligen Militärbeständen in Verdun Feldbahnschienen, um in den 1920er bis 1930er Jahren seine große Ziegelei in Saix mit Ton zu versorgen, der in der Umgebung gestochen wurde. Die Ziegelei wurde 1900 gegründet und am 28. Februar 1986 stillgelegt.

### Verkehrsanbindung
Durch die Gemeinde führt die frühere Route nationale 83, heute Départementstraße D483 von Bourg-en-Bresse nach Lyon.

## Sehenswürdigkeiten
- Kirche Saint-Eusèbe
- Burg Saix, errichtet im 13. Jahrhundert, Monument historique seit 1987
- Schloss La Bécassinière mit Schlosskapelle
- Schloss La Vernée aus dem 19. Jahrhundert
- Schloss Thioudet

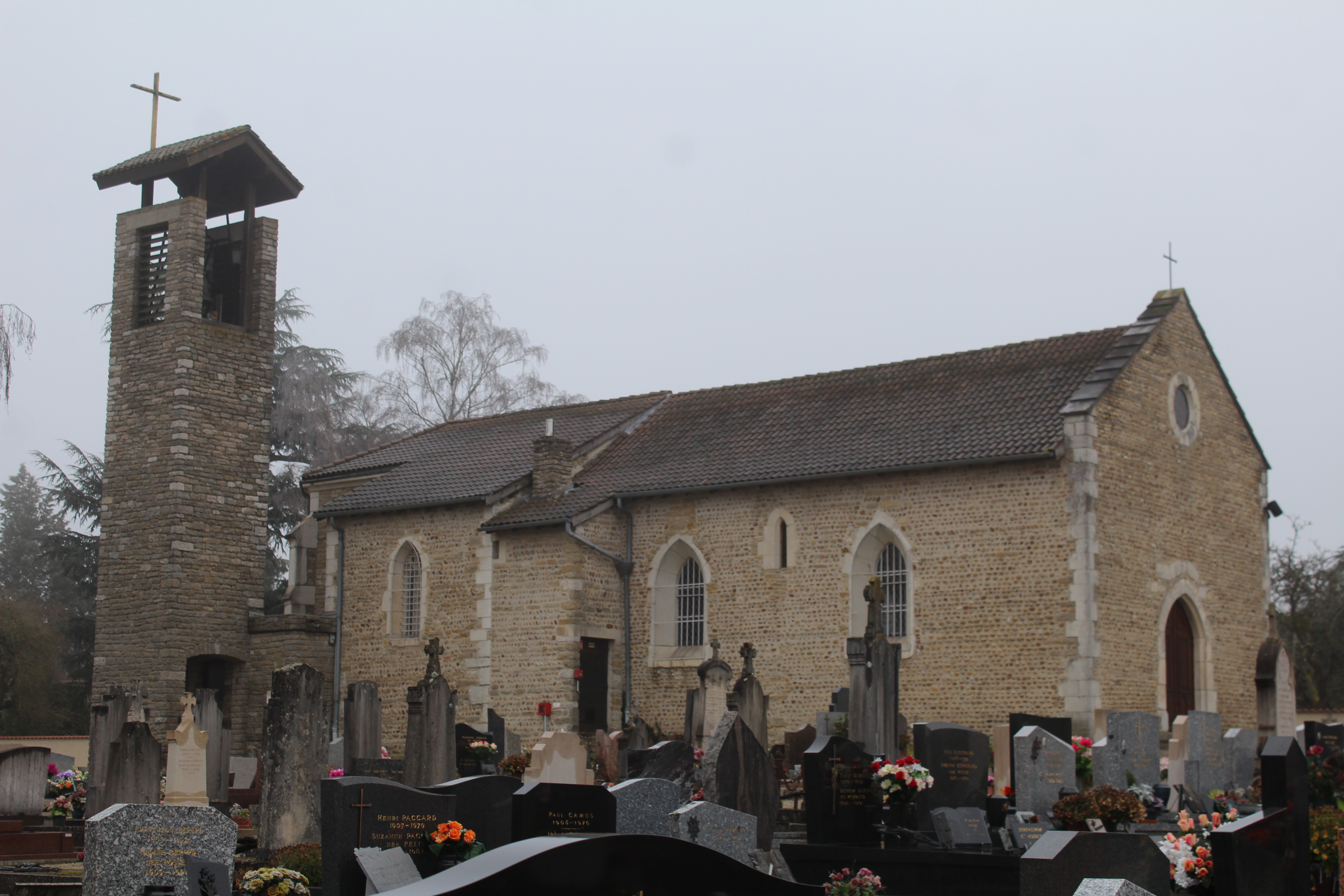
Kirche Saint-Eusèbe
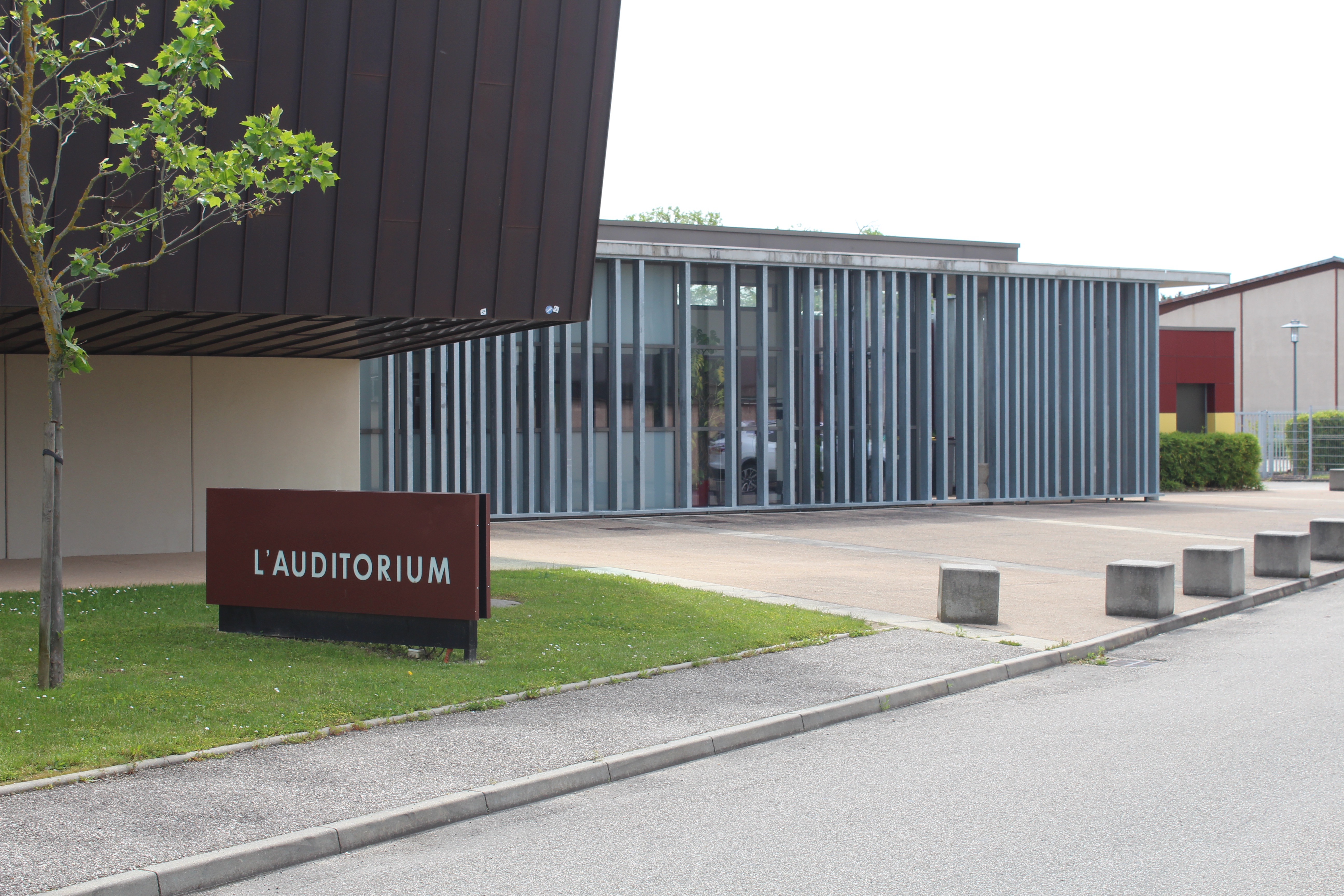
Veranstaltungshalle
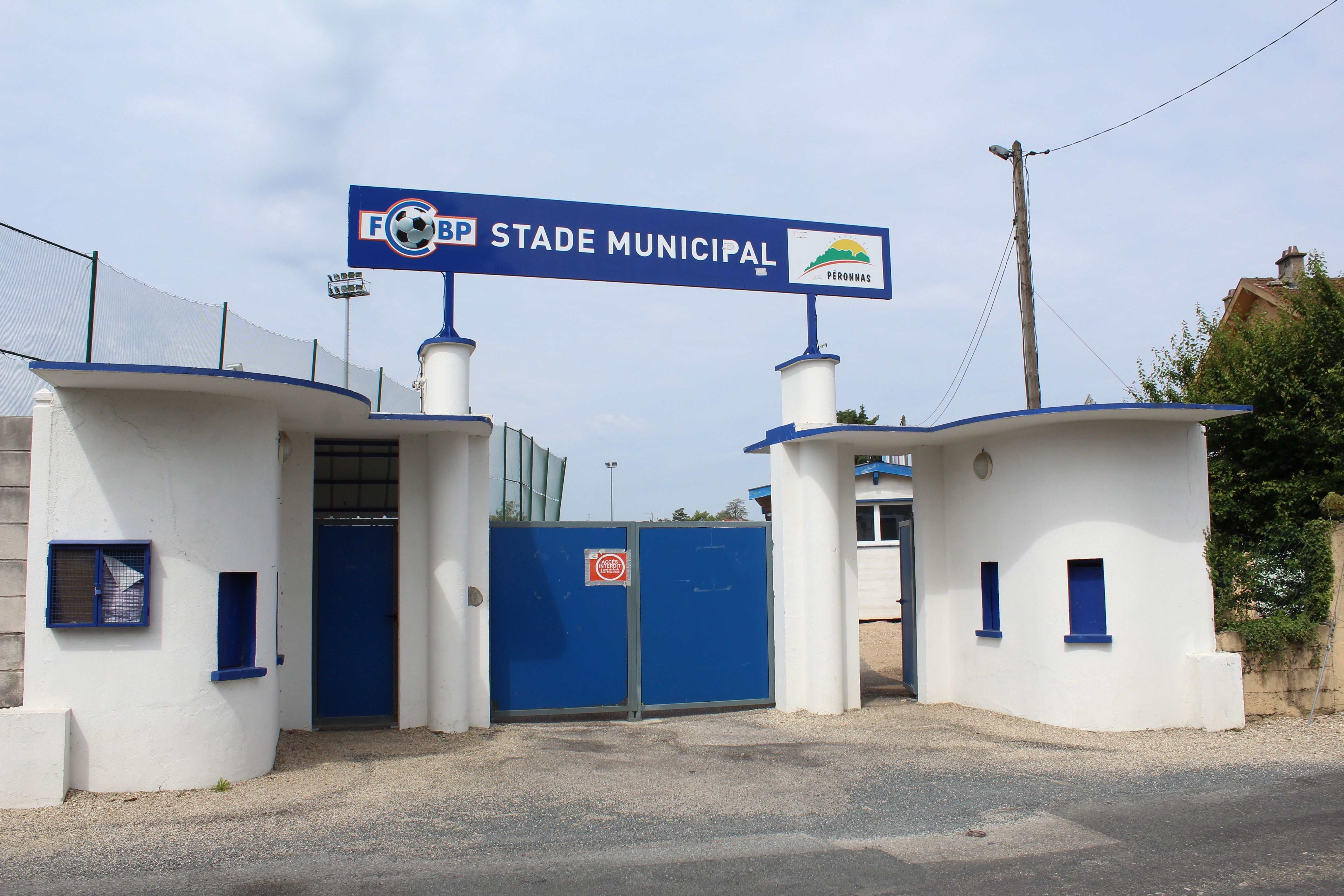
Stadioneingang
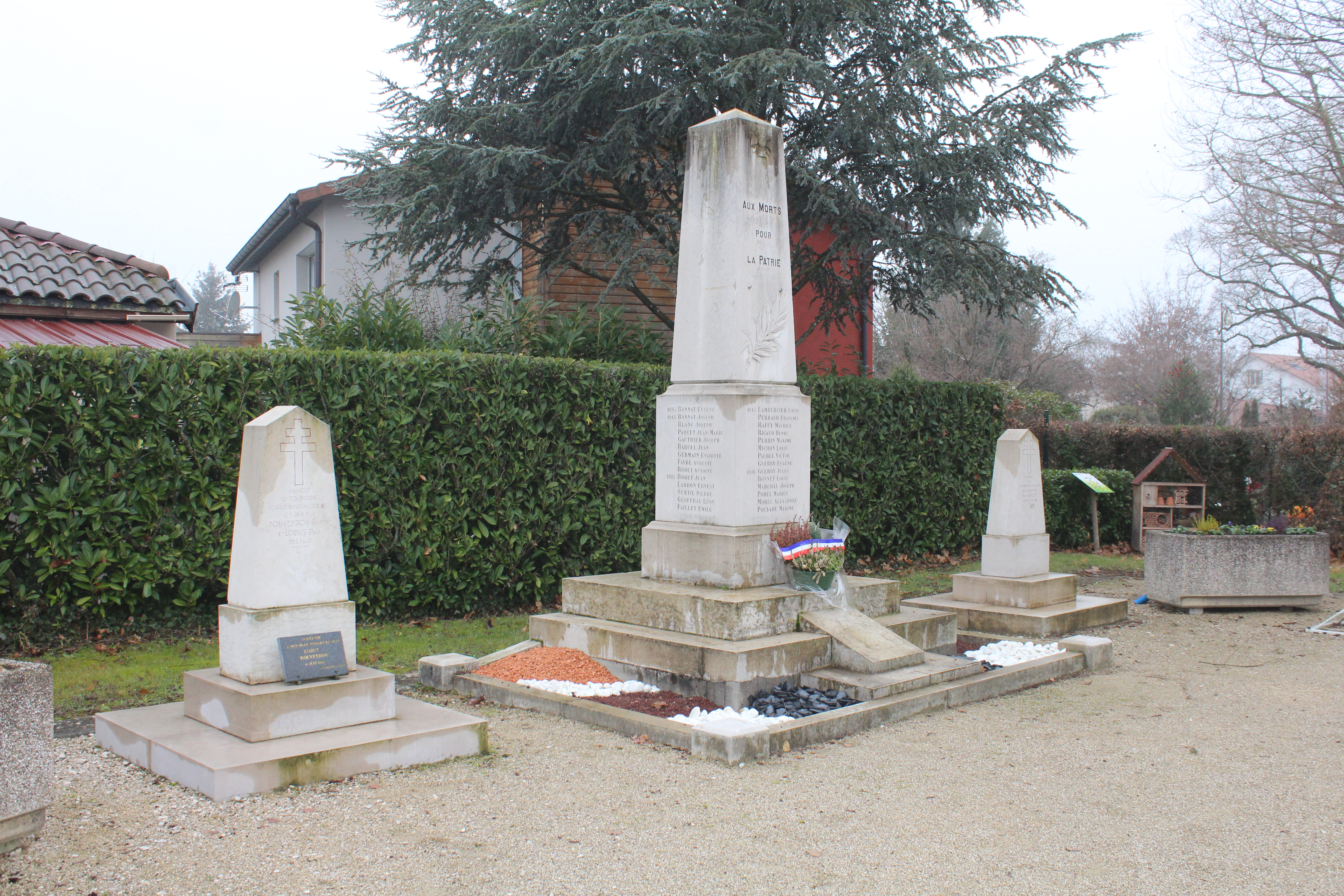
Gefallenendenkmal